# Сенатские ведомости
«Сена́тские ве́домости» (до 1899 года — «Санктпетербургские сенатские ведомости») — печатное издание Правительствующего сената в Российской империи, выходившее в 1809—1917 годах в городе Санкт-Петербурге. На страницах «Сенатских ведомостей» публиковались Высочайшие указы, приказы, новые правительственные распоряжения, указы об увольнениях, наградах и другие материалы.

## Приложения
К «Сенатским ведомостям» выходили многочисленные приложения, в том числе:
- Собрание узаконений и распоряжений правительства, издаваемое при Правительствующем сенате: отд. первый (1863—1917)
- Собрание узаконений и распоряжений правительства, издаваемое при Правительствующем сенате: отд. второй (1902—1917)
- Сенатские объявления по казённым, правительственным и судебным делам: отд. первый и второй (1825—1917)
- Сенатские объявления по казённым, правительственным и судебным делам: отд. третий (1883—1917)
- Сенатских объявлений отдел четвёртый (1883—1915)
- Решения кассационных департаментов Правительствующего сената (1866)
- Решения Гражданского кассационного департамента Правительствующего сената (1867—1915)
- Решения Уголовного кассационного департамента Правительствующего сената (1867—1915)